# Campeonato Descentralizado 1999
El Campeonato Descentralizado de Fútbol Profesional de la Primera División del Perú se llevó a cabo entre los meses de febrero y diciembre de 1999. 12 Equipos participaron, Universitario de Deportes se coronó Campeón del Fútbol Peruano tras ganar el Torneo Apertura y luego los Playoffs por el Título Nacional contra Alianza Lima, las figuras fueron José Del Solar, Eduardo Esidio, Oscar Ibañez, Marko Ciurlizza, Luis Guadalupe. Los DT fueron Miguel Company (Apertura) y Roberto Challe (Clausura). El equipo de IMI FC descendió a la Copa Perú.

## Ascensos y descensos
Hubo 1 Descenso en la Temporada 1998 y 1 Ascenso (1 Campeón de Copa Perú) en esta Temporada.
Por lo que se Mantienen los mismos 12 equipos para este 1999.
| Posición                    | Descendidos a la Segunda División 1999                                    |
| --------------------------- | ------------------------------------------------------------------------- |
| 11° 1D 1998 Ganad. Revalid. | Deportivo Municipal (Ganador de Partido de Revalidación 1998) Se Mantiene |
| 12° 1D 1998                 | Lawn Tennis FC (Segunda División 1999) (D)                                |

| Posición         | Ascendidos de la Copa Perú 1998        |
| ---------------- | -------------------------------------- |
| 1º Final CP 1998 | IMI FC (Copa Perú 1998 Final) Asciende |

## Torneo Apertura
| Posición | Equipo                    | PJ | PG | PE | PP | GF | GC | PTOS |
| -------- | ------------------------- | -- | -- | -- | -- | -- | -- | ---- |
| 1        | Universitario de Deportes | 22 | 15 | 5  | 2  | 35 | 15 | 50   |
| 2        | Alianza Lima              | 22 | 14 | 4  | 4  | 51 | 20 | 46   |
| 3        | Sporting Cristal          | 22 | 11 | 8  | 3  | 50 | 23 | 41   |
| 4        | Cienciano                 | 22 | 10 | 5  | 7  | 32 | 25 | 35   |
| 5        | FBC Melgar                | 22 | 9  | 6  | 7  | 35 | 27 | 33   |
| 6        | Sport Boys                | 22 | 7  | 9  | 6  | 29 | 30 | 30   |
| 7        | Unión Minas               | 22 | 6  | 7  | 9  | 29 | 29 | 25   |
| 8        | Alianza Atlético          | 22 | 6  | 7  | 9  | 35 | 38 | 25   |
| 9        | Deportivo Municipal       | 22 | 5  | 6  | 11 | 22 | 36 | 21   |
| 10       | IMI FC                    | 22 | 5  | 4  | 13 | 22 | 55 | 19   |
| 11       | Juan Aurich               | 22 | 4  | 6  | 12 | 21 | 38 | 18   |
| 12       | Deportivo Pesquero        | 22 | 2  | 9  | 11 | 18 | 43 | 15   |

### Resultados
| Local \ Visitante   | AAS | ALI | CIE | MUN | PES | IMI | MEL | JA  | SBA | CRI | MIN | UNI |
| ------------------- | --- | --- | --- | --- | --- | --- | --- | --- | --- | --- | --- | --- |
| Alianza Atlético    |     | 2–1 | 4–2 | 1–1 | 2–1 | 6–0 | 1–1 | 5–1 | 2–2 | 0–0 | 2–2 | 0–2 |
| Alianza Lima        | 2–0 |     | 2–1 | 3–0 | 7–0 | 5–0 | 5–0 | 3–1 | 1–0 | 3–2 | 4–1 | 0–1 |
| Cienciano           | 1–0 | 2–1 |     | 2–0 | 3–0 | 2–1 | 0–0 | 4–0 | 2–0 | 2–0 | 1–1 | 0–0 |
| Deportivo Municipal | 1–1 | 1–1 | 0–1 |     | 1–2 | 3–2 | 3–2 | 2–0 | 1–1 | 1–4 | 1–1 | 2–3 |
| Deportivo Pesquero  | 2–2 | 0–0 | 3–3 | 0–1 |     | 0–1 | 0–2 | 2–2 | 1–1 | 1–1 | 2–0 | 1–1 |
| IMI FC              | 0–2 | 2–4 | 4–1 | 2–0 | 2–2 |     | 1–1 | 2–1 | 1–2 | 1–1 | 1–0 | 0–3 |
| Melgar              | 3–1 | 1–2 | 2–0 | 1–1 | 3–0 | 4–0 |     | 2–0 | 4–0 | 1–3 | 2–1 | 3–2 |
| Juan Aurich         | 2–0 | 1–1 | 2–1 | 1–3 | 3–0 | 1–1 | 0–0 |     | 1–0 | 1–2 | 2–2 | 0–0 |
| Sport Boys          | 4–2 | 0–1 | 2–1 | 2–0 | 0–0 | 4–0 | 3–2 | 2–1 |     | 3–3 | 1–1 | 0–0 |
| Sporting Cristal    | 4–1 | 2–2 | 1–1 | 2–0 | 5–0 | 6–1 | 3–1 | 3–0 | 1–1 |     | 4–1 | 1–1 |
| Unión Minas         | 4–0 | 1–2 | 0–1 | 3–0 | 2–1 | 4–0 | 0–0 | 1–0 | 1–1 | 1–0 |     | 1–2 |
| Universitario       | 2–1 | 2–1 | 2–1 | 1–0 | 1–0 | 3–0 | 1–0 | 2–1 | 4–0 | 0–2 | 2–1 |     |

## Torneo Clausura
| Posición | Equipo                    | PJ | PG | PE | PP | GF | GC | PTOS |
| -------- | ------------------------- | -- | -- | -- | -- | -- | -- | ---- |
| 1        | Alianza Lima              | 22 | 14 | 5  | 3  | 47 | 18 | 47   |
| 2        | Universitario de Deportes | 22 | 12 | 6  | 4  | 44 | 24 | 42   |
| 3        | Sport Boys                | 22 | 11 | 6  | 5  | 32 | 25 | 39   |
| 4        | Sporting Cristal          | 22 | 11 | 5  | 6  | 46 | 31 | 38   |
| 5        | FBC Melgar                | 22 | 11 | 3  | 8  | 44 | 30 | 36   |
| 6        | Unión Minas               | 22 | 7  | 7  | 8  | 43 | 39 | 28   |
| 7        | Alianza Atlético          | 22 | 7  | 6  | 9  | 36 | 28 | 27   |
| 8        | Cienciano (*)             | 22 | 7  | 9  | 6  | 27 | 27 | 27   |
| 9        | Juan Aurich               | 22 | 8  | 3  | 11 | 26 | 32 | 27   |
| 10       | Deportivo Pesquero        | 22 | 4  | 8  | 10 | 17 | 38 | 20   |
| 11       | Deportivo Municipal       | 22 | 5  | 3  | 14 | 20 | 54 | 18   |
| 12       | IMI FC                    | 22 | 1  | 7  | 14 | 12 | 52 | 10   |

(*) Pierde 3 puntos por jugar con cuatro extranjeros en la Fecha 13.

### Resultados
| Local \ Visitante   | AAS | ALI | CIE | MUN | PES | IMI | MEL | JA  | SBA | CRI | MIN | UNI |
| ------------------- | --- | --- | --- | --- | --- | --- | --- | --- | --- | --- | --- | --- |
| Alianza Atlético    |     | 1–2 | 2–0 | 5–0 | 4–0 | 7–0 | 1–0 | 2–0 | 1–1 | 1–3 | 1–1 | 2–5 |
| Alianza Lima        | 1–0 |     | 2–1 | 4–0 | 1–0 | 4–0 | 1–0 | 2–1 | 1–1 | 2–1 | 7–1 | 0–0 |
| Cienciano           | 0–0 | 2–1 |     | 2–0 | 0–0 | 3–0 | 2–1 | 3–0 | 1–1 | 2–0 | 2–2 | 2–2 |
| Deportivo Municipal | 2–1 | 1–6 | 2–1 |     | 1–1 | 2–0 | 2–3 | 0–1 | 1–2 | 1–3 | 3–2 | 0–1 |
| Deportivo Pesquero  | 0–0 | 0–4 | 1–1 | 0–1 |     | 3–2 | 2–0 | 0–2 | 1–1 | 1–1 | 1–0 | 2–2 |
| I.M.I.              | 0–2 | 1–1 | 0–0 | 0–0 | 1–1 |     | 2–2 | 0–1 | 0–0 | 0–2 | 4–3 | 0–0 |
| Melgar              | 2–0 | 2–1 | 2–0 | 4–2 | 5–2 | 2–0 |     | 4–0 | 2–0 | 1–1 | 5–1 | 2–0 |
| Juan Aurich         | 3–1 | 0–1 | 3–0 | 1–1 | 0–1 | 3–1 | 3–0 |     | 5–2 | 1–1 | 1–1 | 0–1 |
| Sport Boys          | 1–1 | 2–1 | 2–1 | 3–1 | 1–0 | 2–0 | 2–0 | 2–0 |     | 2–1 | 4–0 | 1–0 |
| Sporting Cristal    | 3–2 | 2–2 | 1–3 | 6–0 | 2–1 | 4–0 | 3–2 | 2–1 | 2–1 |     | 5–1 | 2–2 |
| Unión Minas         | 2–2 | 0–0 | 1–1 | 7–0 | 4–0 | 4–0 | 1–1 | 3–0 | 3–0 | 3–0 |     | 3–0 |
| Universitario       | 2–0 | 2–3 | 2–2 | 1–0 | 5–0 | 6–1 | 4–2 | 2–0 | 3–1 | 2–1 | 2–0 |     |

## Tabla acumulada
| Posición | Equipo                    | PJ | PG | PE | PP | GF | GC  | PTOS |
| -------- | ------------------------- | -- | -- | -- | -- | -- | --- | ---- |
| 1        | Alianza Lima              | 44 | 28 | 9  | 7  | 98 | 38  | 93   |
| 2        | Universitario de Deportes | 44 | 27 | 11 | 6  | 76 | 39  | 92   |
| 3        | Sporting Cristal          | 44 | 22 | 13 | 9  | 96 | 54  | 79   |
| 4        | FBC Melgar                | 44 | 20 | 9  | 15 | 79 | 57  | 69   |
| 5        | Sport Boys                | 44 | 18 | 15 | 14 | 61 | 55  | 69   |
| 6        | Cienciano *               | 44 | 17 | 14 | 13 | 59 | 52  | 62   |
| 7        | Unión Minas               | 44 | 13 | 14 | 17 | 72 | 68  | 53   |
| 8        | Alianza Atlético          | 44 | 13 | 13 | 18 | 71 | 66  | 52   |
| 9        | Juan Aurich               | 44 | 12 | 9  | 23 | 47 | 70  | 45   |
| 10       | Deportivo Municipal       | 44 | 10 | 9  | 25 | 42 | 90  | 39   |
| 11       | Deportivo Pesquero        | 44 | 6  | 17 | 21 | 35 | 81  | 35   |
| 12       | IMI FC                    | 44 | 6  | 11 | 27 | 34 | 107 | 29   |

* Pierde 3 puntos por jugar con cuatro extranjeros en la Fecha 13.
|  | Copa Libertadores 2000 |
|  | Promoción              |
|  | Copa Perú 2000         |

## Final Nacional
| 15 de diciembre de 1999, 20:00 | Universitario                                                       | 3:0 (1:0) | Alianza Lima | Estadio Nacional, Lima          |                                 |
|                                | Roberto Farfán 10' · Eduardo Esidio 49' · José Del Solar 74' (t.l.) |           |              | Asistencia: 45.000 espectadores | Asistencia: 45.000 espectadores |

| 20 de diciembre de 1999, 15:30 | Alianza Lima     | 1:0 (1:0) | Universitario | Estadio Alejandro Villanueva, Lima |                                 |
|                                | Víctor Mafla 45' |           |               | Asistencia: 30.000 espectadores    | Asistencia: 30.000 espectadores |

|                          |
| Bicampeón Nacional       |
| Universitario 23º título |

## Promoción
| 18 de diciembre de 1999 | Deportivo Pesquero                | 2:2 | América Cochahuayco                     | Estadio Nacional, Lima         |                                |
|                         | Espinoza 34' · Carlos Silvera 61' |     | Oswaldo Carrión 45' · Carlos Ibarra 72' | Asistencia: 3.412 espectadores | Asistencia: 3.412 espectadores |

| Tanda de penales     |  |     |  |                    |
| Luis Molina          |  | 1:0 |  | Juan Iriarte       |
| José Espinoza        |  | 2:1 |  | Giancarlo Sarria   |
| Wilmer Ricardi       |  | 2:2 |  | Roberto Valenzuela |
| Juan Manuel Olivares |  | 3:2 |  | José Laurie        |
| Carlos Silvera       |  | 4:3 |  | John Galliquio     |

## Goleadores
| Jugador    | Jugador          | Goles | Equipo                    |
| ---------- | ---------------- | ----- | ------------------------- |
| Peruano    | Ysrael Zúñiga    | 32    | FBC Melgar                |
| Colombiano | Harry Castillo   | 24    | Unión Minas               |
| Peruano    | Waldir Sáenz     | 22    | Alianza Lima              |
| Peruano    | Claudio Pizarro  | 19    | Alianza Lima              |
| Peruano    | Roberto Holsen   | 19    | Alianza Atlético          |
| Brasileño  | Eduardo Esidio   | 17    | Universitario de Deportes |
| Peruano    | Andrés Mendoza   | 17    | Sporting Cristal          |
| Colombiano | Tressor Moreno   | 16    | Alianza Lima              |
| Brasileño  | Julinho          | 14    | Sporting Cristal          |
| Brasileño  | Marquinho        | 13    | Sport Boys                |
| Peruano    | Aldo Olcese      | 13    | Sporting Cristal          |
| Colombiano | Guillermo Berrío | 12    | Unión Minas               |
| Paraguayo  | Javier Ferreira  | 11    | Sporting Cristal          |
| Peruano    | Alfredo Carmona  | 10    | Deportivo Municipal       |
| Peruano    | Pedro García     | 10    | Alianza Atlético          |